# ウイリアム・ハーベー

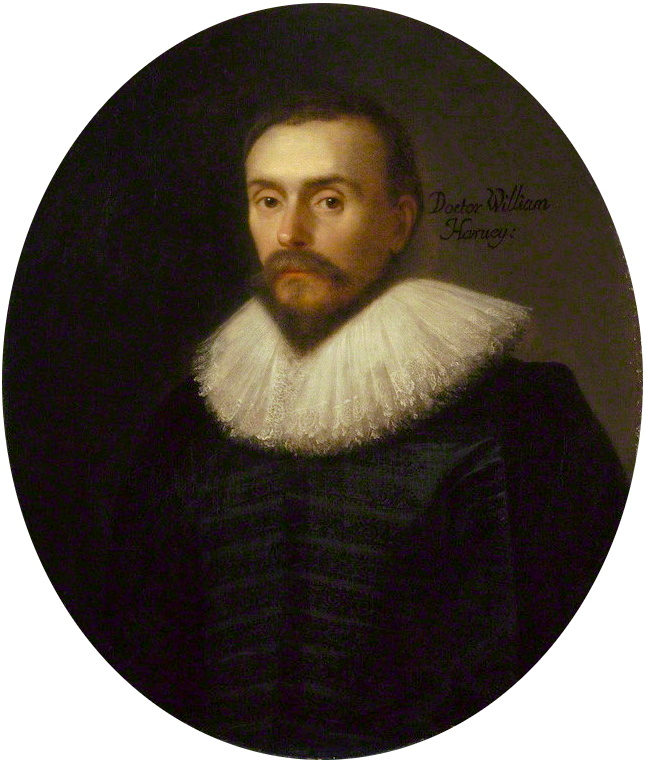
ウイリアム・ハーベー

ウイリアム・ハーベー（William Harvey [ˈhɑːvi]、1578年4月1日 - 1657年6月3日）は、イングランド王国およびイングランド共和国の解剖学者、医師。苗字はハーベイ、ハーヴィー、ハーヴェーとも表記される。医者としての腕を磨き宮廷の侍医にまで上り詰める一方で解剖の研究を進め、血液循環説を唱えた。

## 生涯
イングランド南部ケントの町フォークストーンで、代々牧羊業を営み運送業も経営する新興階層（ヨーマン）に生まれる。フォークストーン市長を務めたヨーマンのトマス・ハーベーとジョーン・ホーク夫妻の間に誕生、9人兄弟（7男2女）の長男だった。1605年に母が亡くなった後に父と兄弟達はロンドンへ移住、4歳下の弟ジョンは宮廷へ仕えて役人として出世、他の兄弟達は貿易商人として成功を収め、父が亡くなる直前に紋章院から紋章の使用を認められ、ハーベー家はヨーマンからジェントルマンへ社会的地位を高めた。一方、頻繁に金銭トラブルを起こして訴えられたりしている。
1588年にカンタベリーのグラマースクール（キングズ・スクール）へ通い、ラテン語と弁論を習得。1593年から1599年までの6年間ケンブリッジ大学ゴンヴィル・アンド・キーズ・カレッジにて修辞学・道徳・政治学・自然哲学を学び、1597年に学士号を習得したが、次第に大学を休みがちになり、1599年10月を最後にケンブリッジ大学を去った。次にイタリアのパドヴァ大学へ留学、ここで解剖学者ファブリキウスに師事して1602年に医学博士の学位を取得する。
同年イングランドへ帰国しロンドンで開業、1604年に王立内科医師会へ申請して会員候補としての入会を許される（正式に会員となるのは1607年）。同年エリザベス・ブラウンと結婚、医師会で順調に昇進し最終的には1627年と1629年に2度選任会員になった。かたや1609年に聖バーソロミュー病院の内科医にも選ばれ、1615年から1656年まで医師会における外科講座であるラムリー講座の講師も務め、名医としての評判を確立し、1618年、当時のステュアート朝の国王であったジェームズ1世の侍医となる。
1628年、血液循環説を発表した。これは激しい反論を呼び、特にアリストテレスの説やガレノスの説を信じる学者からの否定意見が多かった。ハーベーと同年代でガレノス説に固執した保守的な思考の医者や哲学者たちが反対派となり、彼等より下の世代や外国人医師（とりわけ医学最高峰のライデン大学などのオランダの医師）がハーベーの賛成派となり、1630年代になるとハーベーの血液循環説に関する実験がヨーロッパで広められ、血液循環説が認められていった。それでも「循環器」（ラテン語の俗語で「藪医者」を意味する）というあだ名をつけられ、患者は減ったという。反論への再反論は、1649年に冊子の形で行なった。
ジェームズ1世の死後は、後に清教徒革命（イングランド内戦）で処刑されるチャールズ1世に仕えた。1625年から彼の侍医となり、1631年からは常勤侍医に命じられ、多忙のため医師会と聖バーソロミュー病院から身を引き、国王の側に同行したり病院の業務引き継ぎを行い、国王の命令でレノックス公爵ジェイムズ・ステュワートやアランデル伯爵トマス・ハワードに随行して2回ヨーロッパ旅行へ出かけたりもした（それぞれ1630年 - 1632年、1636年）。1639年に上位常勤侍医に昇進、1642年に勃発した第一次イングランド内戦に際し、ハーベーはステュアート朝（王党派）を支持してロンドンを脱出しノッティンガムにいたチャールズ1世の下に合流、10月23日のエッジヒルの戦いでは前線に立って王子たちを守った。こうした行動で聖バーソロミュー病院から給料支払いを停止されるも、宮廷が置かれたオックスフォードで研究者たちと親交を深めていった。
1645年からは国王の推挙によりオックスフォード大学マートン・カレッジの学長（Warden）を務めた。しかし王党派の敗北が決定的になると、翌1646年4月にチャールズ1世がオックスフォードを脱出した後、6月にオックスフォードは議会派に落とされた。そのため学長職を解かれ、2000ポンドの罰金を科せられた。学長就任前の1644年には聖バーソロミュー病院からも解任され、ロンドンに戻った時には自宅に残した原稿が失われるなど、いくつも精神的打撃を受ける羽目に陥った。私生活でも妻や弟たちを次々と亡くし、子供もいなかったため、この時期は生き残った弟のエリアブの家に身を寄せたと推定される。
1650年、イングランド共和国のランプ議会は国王に与した人物をロンドンから追放したため、周囲20キロ以内に入ることができなくなった。ハーベーは70歳を超えていたが、王党派の残党として不遇であり、痛風の発作に悩まされるなど、意気消沈して過ごす。
そうした頃、ハーベーは発生学でも大きな足跡を残した。1651年公刊の『動物の発生』で彼はシカの交尾前後からの発生の段階を観察し、アリストテレスの『胎児は月経血から生じる』という説を否定した。哺乳類の卵を発見することはできなかったが、他の動物との比較からその存在を確信し、「すべては卵から」との言葉を残した。
その後、これら医学への功績が認められてロンドンに戻り、医師会にも復帰し、名誉回復された。この頃には血液循環説は広く受け入れられるようになり、友人たちに慰められたり若い研究者に囲まれ、満ちたりた晩年を過ごした。1657年6月3日、79歳で脳溢血で死去。遺体はロンドンのエリアブの家へ安置された後、彼がエセックスに持っていた家族礼拝堂に葬られた。

## 日本語訳著作
- ハァヴェイ著、暉峻義等訳『血液循環の原理』岩波書店（岩波文庫）、1936年。
  - ハーヴェイ著、暉峻義等訳『動物の心臓ならびに血液の運動に関する解剖学的研究』岩波文庫、1961年。
- ウィリアム・ハーヴィ著、岩間吉也訳『心臓の動きと血液の流れ』講談社（講談社学術文庫）、2005年。

## 伝記
- 中村禎里『血液循環の発見 ウィリアム・ハーヴィの生涯』岩波書店（岩波新書）、1977年。
- ジョール・シャケルフォード著、梨本治男訳『ウィリアム・ハーヴィ 血液はからだを循環する』大月書店、2008年。
- 佐々木ケン『漫画人物科学の歴史03 ガリレオ=ガリレイ/ハーヴェー : 近代科学のあけぼの』インタラクティブ編 ほるぷ出版、1990年。